# 台灣播出之日劇列表
台灣播出之日劇列表為在台灣播映過之日本戲劇。不收錄NHK世界台首播的戲劇。
影集在大中華區的其他譯名可參考模板:CGroup/JP。

## 相關項目
- 緯來日本台
- JET〔已停播所有日劇〕
- 國興衛視
- 靖天日本台
- MY 101綜合台
- 八大戲劇台
- 公共電視台
- 龍華影劇台
- 曼迪日本台
- Z頻道
- 八大綜合台
- 公視HD台
- 衛視中文台
- 客家電視台
- KKTV
- Friday 影音

## 相關連結
- 無綫電視外購日本劇集列表